# Paula Larrain
Paula Gabriela Larrain Bjørn (født Paula Gabriela Alvarez Larrain 29. januar 1970 i Valparaíso, Chile) er en dansk journalist.

## Baggrund
Paula Larrain kom som fireårig til Danmark med sine forældre, der var politiske flygtninge fra Chile året efter kuppet mod Salvador Allende i 1973.
Hun blev student fra Esbjerg Statsskole i 1988 og journalist fra Danmarks Journalisthøjskole i 1994.
Hun havde haft overvejelse om at læse astronomi og fysik på Københavns Universitet.
Larrain har siden 2008 boet sammen med advokat Frederik Bjørn, med hvem hun har en søn. De blev gift i 2015. Forinden har hun været gift to gange: første gang med sin daværende kollega, journalisten Morten Løkkegaard, med hvem hun har en søn, og siden med Mads Holger.

## Karriere inden for journalistik og kommunikation
Hendes første journalistiske job var på Esbjerg Ugeavis, hvor hun blev ansat allerede som 18-årig. Hun valgte dog at tage den formelle uddannelse i Århus, hvor hun blev optaget i 1990. Undervejs var hun i praktik på TV-Avisen og på Mellemfolkeligt Samvirkes blad Kontakt. Efter endt uddannelse blev hun ansat som udenrigsmedarbejder på Radioavisen i DR, og hun blev siden udenrigsjournalist på Berlingske Tidende, hvor hun var ansat i syv år – hendes sidste funktion dér var som ledende redaktionssekretær på Berlingske Søndag. Hun vendte tilbage til DR som vært på DR Morgen i 2001 og kom siden på TV Avisens aftenudsendelser, hvor hun i det sidste år var studievært på udsendelsen kl. 21. I DR var hun ud over at være TV Avis-vært også vært for programmet Året der gik og var medlem af ekspertpanelet i P3-programmet Mads og Monopolet. Hun forlod DR i juni 2007 for at blive selvstændig.
Mindre end et år efter blev hun ansat i Danmarks Rederiforening som kampagneleder for Det Blå Danmarks rekrutteringsindsats.
I 2018 kom Larrain tilbage til DR med P1-radioprogrammet De højere magter om "danskeres erfaringer med tro og åndelighed". Her er hun vært sammen med Anders Laugesen.
Parret vandt KLF, Kirke & Mediers kvartalsbuket i april 2018.

## Politiske karriere
Ved folketingsvalget 2007 var hun opstillet som kandidat for De Konservative i Indre Bykredsen. Hun fik 2.230 personlige stemmer, men blev dog ikke valgt ind.
I 2009 blev hun opstillet igen denne gang i Hillerødkredsen. I slutningen af 2009 valgte hun dog at sige definitivt farvel til en karriere som politiker.

## Forfatterskab
Larrain har skrevet flere bøger.
Den selvbiografiske I morgen skal vi hjem udgav Lindhardt og Ringhof i 2003,
og i 2008 udkom hendes humoristiske medieroman, Uden for citat, på forlaget Rosinante.
Hun har tillige været medforfatter til "Politik og Jura" om Ole Espersen 2004 og medforfatter til "Det Glade Hjerte Lever Længst" (Lindhardt og Ringhof 2007).
Derudover har hun fungeret som klummeskribent på Ekstra Bladet
og har skrevet bloggen Lige lovlig for Journalisten.dk.